# Centre d'initiative pour les relations et le dialogue entre juifs et chrétiens
Le Centre d'initiative pour les relations et le dialogue entre juifs et chrétiens (CIRDIC) est un centre international de documentation et d'enseignement catholique qui se propose de favoriser la connaissance mutuelle et le dialogue entre juifs et chrétiens.
L'association succède au Service d'information et de documentation juifs-chrétiens (SIDIC) en juillet 2016. Le SIDIC était dirigé par la Congrégation de Notre-Dame de Sion.

## Histoire
Au lendemain de la promulgation de Nostra Ætate par le concile Vatican II, un groupe d'évêques et d'experts se réunirent pour discuter de l'application de la déclaration. Lors de la réunion qui se tint à Rome les 12-13 novembre 1965 à la Maison des Sœurs néerlandaises de Béthanie, piazza Navona, étaient présents, entre autres, Léon-Arthur Elchinger (évêque de Strasbourg), Thomas Holland (en) (évêque de Salford, en Angleterre), Francis Peter Leipzig (en) (évêque de Baker en Oregon), les Néerlandais NNSS Ramselaar et Cornelius Rijk des Pays-Bas, les R.P. Eckert, de Cologne, et Bruno Hussar de Jérusalem, le père René Laurentin, et trois sœurs du Conseil général de la Congrégation des Sœurs de Notre-Dame de Sion, sœur Edward Berkeley, sœur Magda Manipoud, et sœur Marie-Dominique Gros. C'est lors de cette séance que fut décidée la constitution du Service international de documentation judéo-chrétienne (SIDIC ). Pour la direction de ce centre, de concert avec les sœurs de Sion, on désigna le père Cornelius Rijk, qui fut à partir de 1966 le premier secrétaire de la commission chargée des relations entre l'Église catholique et le judaïsme,.
On procéda pour commencer à la création d'une bibliothèque spécialisée, à l'organisation de réunions et de séminaires et, à partir de 1967, à la publication de la revue SIDIC (dans une édition bilingue française et anglaise). Le centre eut d'abord son siège à la Maison des sœurs de Sion, via Garibaldi, puis, à partir de 1970, dans le centre de Rome, dans un appartement du palais Doria Pamphilj, via del Plebiscito.
Après la mort prématurée du père Cornelius Rijk, en 1979, la direction fut assumée par Mario Colombo, de l'Institut pontifical pour les missions étrangères, et ensuite par diverses sœurs de Sion. 
Le SIDIC collabora avec les associations pour le dialogue judéo-chrétien dans toute une série de rencontres et de recherches de recherche au niveau international et au niveau local (à cet égard sa contribution a été essentielle en 1980 dans la création et l'organisation en Italie des Entretiens judéo-chrétiens des Camaldules). Parmi les réunions internationales organisées par le SIDIC on remarque en particulier celle sur « Le lien entre le peuple, la terre et la religion dans la tradition juive et chrétienne » (1975), celle sur « L'Homme dans la perspective du Royaume » (1978), celle sur « Le Peuple de Dieu de l'Ancienne Alliance jamais révoquée par Dieu » (1991) et le dernier dont le sujet était « Le Bien et le Mal après Auschwitz » (1997). 
Parmi les personnalités qui ont collaboré ou collaborent au SIDIC, on peut citer le cardinal Carlo Maria Martini, Emanuele Testa, Michael Fitzgerald, le grand-rabbin Elio Toaff, Augusto Segre, le grand-rabbin Riccardo Di Segni, Antonio Ammassari, Alberto Piattelli, Pierre Lenhardt, André Chouraqui, Colette Kessler, Bruno Hussar, Pier Francesco Fumagalli, Carmine Di Sante, Enzo Bianchi, Roberto Della Rocca, Rina Geftman...

## Le SIDIC de Rome

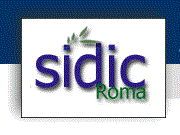
Logo du SIDIC de Rome

En 2002, le SIDIC de Rome fit don de son patrimoine en livres et documents, et transféra son siège à l'Université pontificale grégorienne, Piazza della Pillotta, où se trouve le nouveau Centre Cardinal Bea pour les études judaïques (Centro Cardinal Bea per gli Studi Giudaici). Le cardinal Augustin Bea avait en effet été l'un des acteurs des relations entre juifs et chrétiens en créant ce premier centre d'études dès les années 1950, avant Vatican II. 
En 2003, la publication de la revue a cessé. Ses textes restent toutefois disponibles sur le site en ligne. Le 20 avril 2009, la Congrégation des Sœurs de Notre-Dame de Sion a annoncé la fermeture définitive du SIDIC de Rome, effective à compter du 15 juillet 2009.

## Le SIDIC de Paris devient le CIRDIC
Le SIDIC-Paris s'est dissous en 2015 au profit d'une nouvelle association, le CIRDIC (Centre d’initiatives pour les relations et le dialogue entre juifs et chrétiens). Ses statuts ont été déposés le 2 juillet 2016. 
Le président est le père Patrick Desbois, et le directeur frère Louis-Marie Coudray osb, directeur du Service national pour les relations avec le judaïsme (SNRJ) de la Conférence des évêques de France.